# آن‌ها عجیبند
آن‌ها عجیبند (انگلیسی: The Strange Ones) یک فیلم در ژانر درام و مهیج است که در سال ۲۰۱۷ منتشر شد. از بازیگران آن می‌توان به الکس پتیفر، جین جونز، و مارین ایرلند اشاره‌کرد.